# Samuel Flagg Bemis
Samuel Flagg Bemis (Worcester, 20 ottobre 1891 – Bridgeport, 26 settembre 1973) è stato uno storico statunitense.

## Biografia
Nato a Worcester, nello Stato statunitense del Massachusetts, ottenne un Bachelor of arts nella Clark University ed ottenne un Ph.D. all'Università di Harvard. Fu membro dell'American Academy of Arts and Sciences. Divenne docente di storia al Whitman college a Walla Walla
Il suo lavoro Pinckney's Treaty: America's Advantage from Europe's Distress, 1783-1800 venne premiato nel 1927 con il premio Pulitzer per la storia, anni dopo divenne celebre per la biografia di John Quincy Adams, il cui primo lavoro venne premiato con un altro Pulitzer, quello per le migliori biografie.
Morì ad Bridgeport, stato del Connecticut, all'età di 81 anni.

## Opere
- Jay's Treaty: A Study in Commerce and Diplomacy (1924)
- Pinckney's Treaty: America's Advantage from Europe's Distress, 1783-1800 (1926)
- The Latin American Policy of the United States (1943);
- The Diplomacy of the American Revolution (1957);
- John Quincy Adams and the Foundations of American Foreign Policy (1949)
- John Quincy Adams and the Union (1956),